# 月山乡
月山乡，是中华人民共和国四川省广元市苍溪县下辖的一个乡镇级行政单位。

## 行政区划
月山乡下辖以下地区：
烟峰社区、姚家坪社区、公益村、南华村、月山村、石佛村、钦差村、花冠村、射弓村、东华村、烟峰村、西华村、洪山村、宝盖村、亮垭村、土堡村、琳山村、大碑村、通木村、凉水村、青杠村和紫荆村。